# 里塔波利斯
里塔波利斯是巴西米纳斯吉拉斯州的一个市镇。总面积391.839平方公里，总人口5068人，人口密度12.9人/平方公里。